# Pileotrichius maynei
Pileotrichius maynei är en skalbaggsart som beskrevs av Louis Burgeon 1931. Pileotrichius maynei ingår i släktet Pileotrichius och familjen Cetoniidae. Inga underarter finns listade i Catalogue of Life.